# 페란 코로미나스
페란 코로미나스(Ferran Corominas Telechea, 1983년 1월 5일~ )은 스페인의 축구 선수이다. 2001년 'RCD 에스파뇰' 입단으로 데뷔하였다. 같은해 스페인 U-19 청소년대표로 뛰었다. 포지션은 공격수(FW)이다.